# Vattenpest
Vattenpest (Elodea canadensis) är en äkta vattenväxt, vars vegetativa delar lever helt och hållet nedsänkta i sötvatten.

## Utseende
Den har en tät massa långa stjälkar med mycket talrika tätsittande blad i kransar med tre blad vardera och skotten växer yppigt i toppen medan den nedre änden så småningom dör. Vattenpesten bildar därigenom stora, täta, friskt gröna mattor, som vegeterar svävande eller simmande i vattnet, även om de med långa, fina, enkla trådrötter är fästade vid bottnen. Bladen är av späd struktur och består av endast två cellager, så att de inte tål att leva i luften. De upptar växtens rånäring ur vattnet, även om samma förrättning åligger rötterna.
Honblomman är mycket liten och har 3 brunaktiga foderblad, 3 vitaktiga kronblad, 3 vitaktiga staminodier och 3 purpurröda märken, samt ett under hyllet sittande, flera centimeter långt, trådsmalt rör, som vid basen omges av en lika smal, rörformig, i spetsen tvåflikig bladslida. Blomman är den enda del av växten, som befinner sig över vattenytan.

## Utbredning
Denna växt härstammar från Nordamerika och blev på 1840-talet introducerad till Europa vid utsättning av akvarieväxter, där den i vissa vattendrag, till exempel Elbe, förökade och utbredde sig i sådan ymnighet, att den hotade skeppsfarten som hinder. Endast honplantor är funna i Europa.
Introducerade bestånd förekommer även i Afrika, Asien och Australien.

### Förekomst i Sverige
Sedan 1880 har vattenpesten funnits i södra Sverige, först inplanterad i närheten av Skara och sedan spridd till flera andra ställen, i åar och dammar, men trots sin frodiga förökning har den inte tagit så överhand i Sverige, att den hos oss gör skäl för namnet "vattenpest". Den kategoriseras som en främmande art med stor spridning i Sverige som riskerar att bli invasiv.

## Ekologi

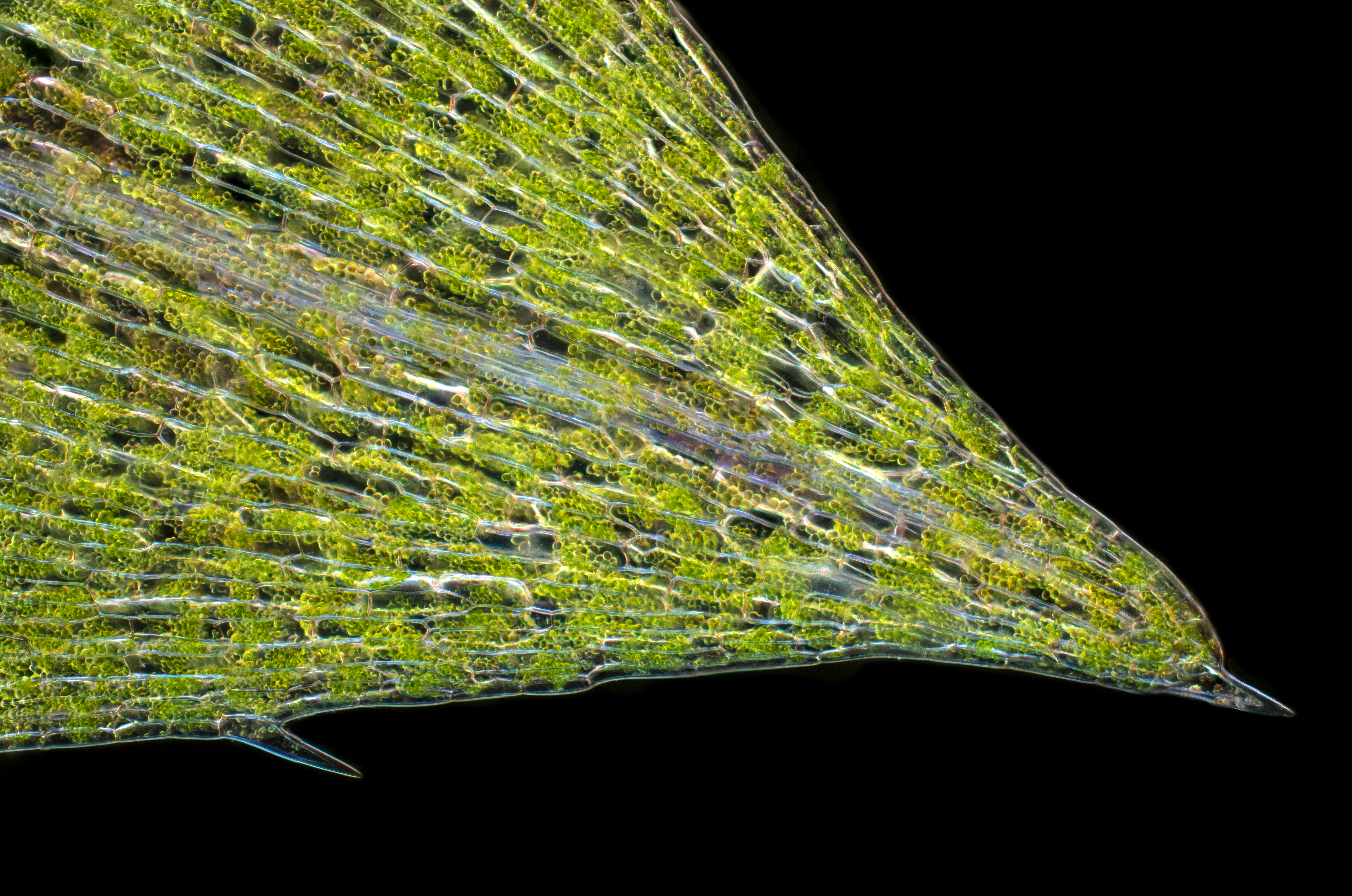
Närbild på ett blad.

Vattenpest föredrar stående vattenansamlingar eller långsamt flytande vattendrag med neutralt eller basiskt vatten.
Dess förökning sker genom lösryckta stycken och skottspetsar, som sprids med ström och vattenfåglar och, hur små de än är, kan växa ut till en ny individ. I allmänhet syns den under de första åren tillväxa starkt, då den inkommit i en ny sjö eller å, men sedan avstanna och helt måttligt tillväxa och utbreda sig. Växten är tvåbyggare, men endast honplantor är funna i Europa.  Blomningen sker under eftersommaren.

## Vattenpesten och människan
Vattenpest är en mycket vanlig akvarieväxt.

## Status
För beståndet är inga hot kända. IUCN listar arten som livskraftig (LC).